# Mary Beale
Mary Cradock, anomenada Mary Beale (Barrow, Anglaterra, 26 de març de 1633 - Pall Mall, Anglaterra, 8 d'octubre de 1699) fou una pintora anglesa. Esdevingué una de les més importants retratistes del segle XVII a Anglaterra, i és considerada la primera dona pintora professional.

## Biografia
Mary Beale nasqué a Barrow, al Suffolk. Fou batejada el 26 de març de 1633. El seu pare, John Cradock, era un rector purità i la seva mare, Dorothy, morí quan ella tenia 10 anys. El seu pare era un pintor aficionat, membre de la Societat dels Pintors-Coloristes (Worshipful Company of Painter-Stainers), i ella mateixa freqüentà artistes locals com Nathaniel Thach, Matthew Snelling, Robert Walker i Peter Lely. L'any 1652, a l'edat de 18 anys, es casà amb Charles Beale, un negociant de teixit de Londres que era també un pintor aficionat.
Als anys 1650 i 1660, es va fer pintora semi-professional especialitzada en els retrats, treballant a casa, primer a Covent Garden i més tard a Fleet Street.
L'any 1665, la família Beale va haver de traslladar-se a una granja situada a Allbrook, al comtat de Hampshire, a causa de dificultats econòmiques, però també a causa de la Gran plaga de Londres, que va assolar la capital aquell any. Durant els cinc anys següents, va viure amb la seva família en un edifici de fusta de dues plantes, on també va instal·lar el seu taller.

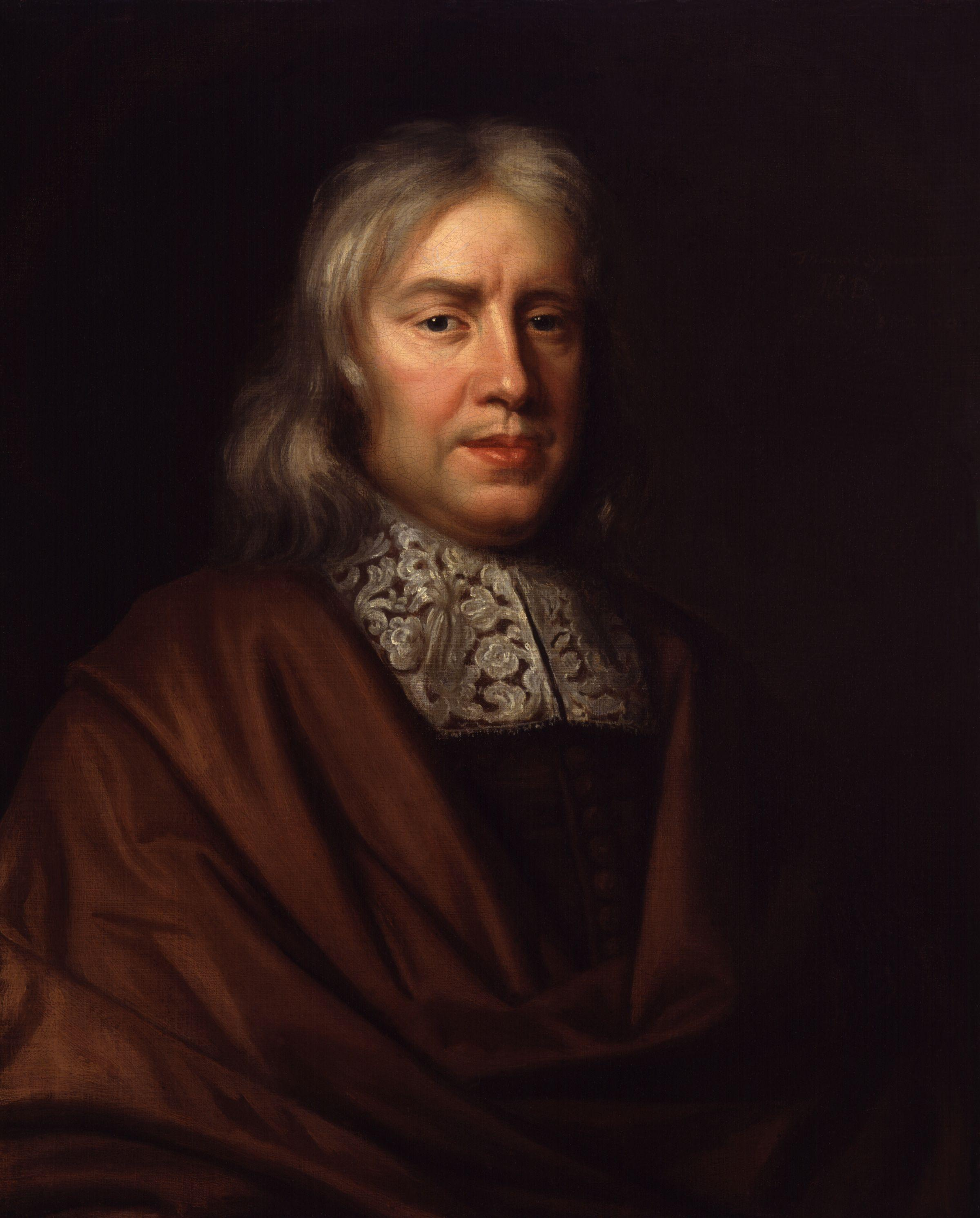
Retrat de Thomas Sydenham, data desconeguda, National Portrait Gallery

Mary Beale tornà a Londres l'any 1670 i instal·là el seu taller a Pall Mall, en el qual feia d'ajudant el seu marit, encarregat de barrejar les pintures i ocupant-se dels comptes. Es va fer famosa i en el cercle dels seus amics figuraven el pintor Thomas Flatman, el poeta Samuel Woodford, l'arquebisbe de Canterbury John Tillotson, el bisbe Edward Stillingfleet o el teòleg Gilbert Burnet. I també tractà amb Peter Lely, llavors artista a la Cort de Charles II. En el transcurs dels seus últims anys, els seus quadres són fortament influïts per Lely, i realitza principalment petits retrats o còpies d'obres de Lely. Després de la mort d'aquest últim, l'any 1680, el treball de Mary Beale a poc a poc anà passant de moda. Els seus retrats havien estat tanmateix transposats en gravat per Robert White, entre d'altres, cosa que els va assegurar una difusió sota la forma d'estampes.
Mary Beale moria l'any 1699 a la seva casa de Pall Mall, i era soterrada a l'església de St. James de Piccadilly, a Londres. La seva inhumació tingué lloc el 8 d'octubre de 1699 a Londres.
Tingué tres fills: Barthélemy, que morí jove. Un segon fill, igualment anomenat Barthélemy, que pintà retrats abans de dedicar-se a la medicina, i Charles, també pintor, que s'especialitzà en les miniatures.

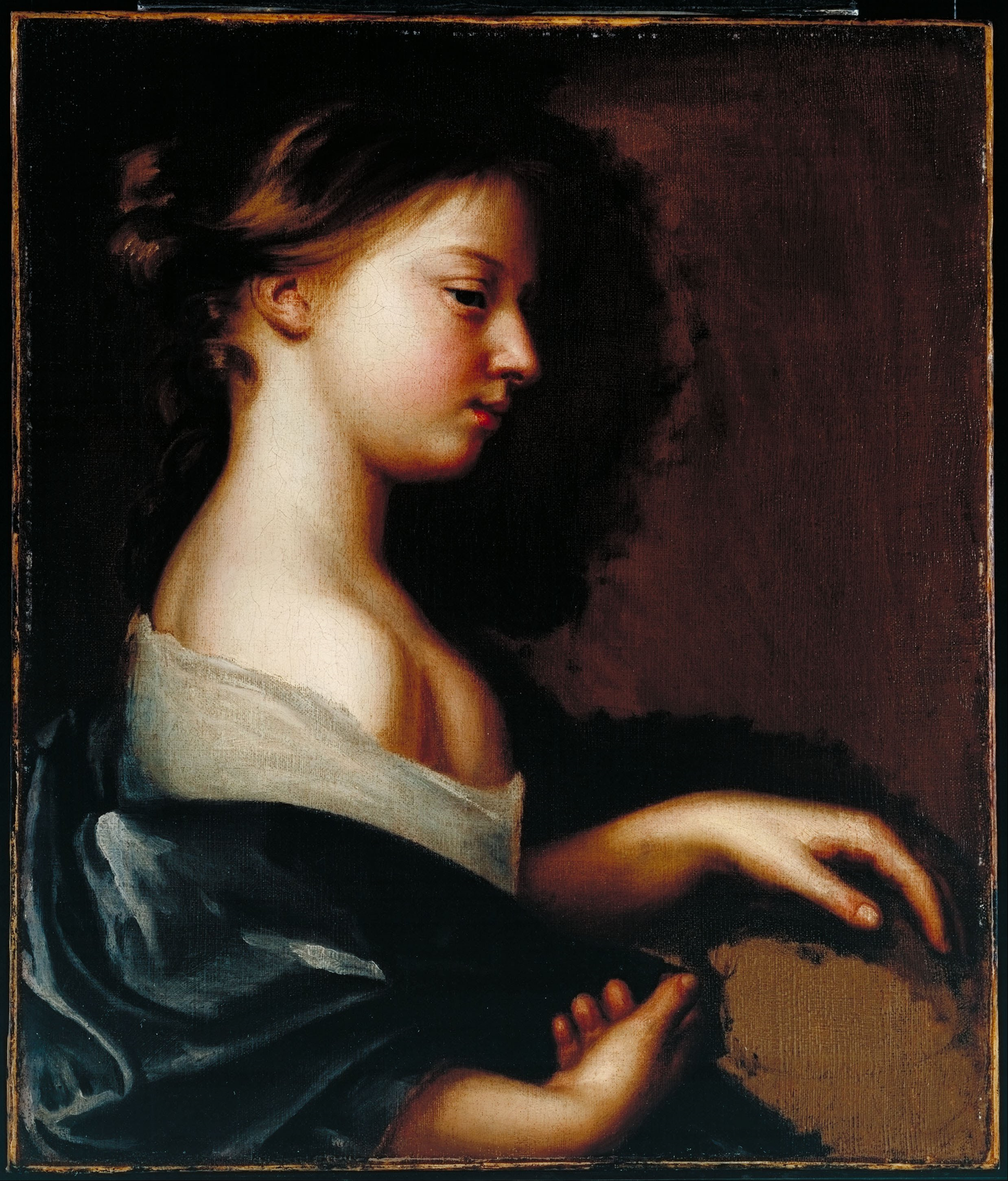
Retrat d'una noia (c. 1681) Tate Britain

## Obra
El seu marit, Charles Beale (1631-1705), químic, va mantenir un diari de les seves activitats en un quadern, un autèntic almanac anotat (Arxiu Heinz, National Portrait Gallery). Hi enumerava les activitats de la seva dona per a cada dia, detallant-hi els retrats per encàrrec i els estudis experimentals. El 1681 va escriure que ella emprenia diverses pintures per "estudiar i millorar". L'estudi del Retrat d'una noia és probablement un exemple d'aquest treball. El quadern és ple d'apunts sobre els seus intents de fabricar pigments cars, els seus experiments amb llenços d'imprimació i els seus esforços per perfeccionar processos com l'assecatge ràpid de capes de pintura. Va ser aquest aspecte de la botiga de pintura que Charles va supervisar, una empresa que era una col·laboració entre marit i muller. Junts van buscar millorar l'eficiència del taller, perfeccionant procediments que donarien bons resultats a menor cost.